# Гарольд Саката
Гарольд Саката (яп. ハロルド 坂田, Harorudo Sakata), при народженні Тошиюкі Саката (яп. 坂田 敏行, Sakata Toshiyuki, 1 червня 1920 – 29 липня 1982) — олімпійський важкоатлет, професійний реслер та кіноактор японо-американського походження. Він виборов срібну медаль з важкої атлетики для США на літніх Олімпійських іграх 1948 року в Лондоні. Його найвідоміша роль у кіно це помічник головного антагоніста на ім'я Одджоб у фільмі про Джеймса Бонда «Голдфінгер» (1964).

## Кар'єра
Тошиюкі Саката народився 1 липня 1920 року в Голуалоа, Гаваї. Коли він переїхав до материкових Сполучених Штатів Америки, то взяв собі ім'я «Гарольд». У вісімнадцять років Саката важив лише 51 кг при рості 1.73 м. Бажаючи «виглядати так само добре, як інші хлопці», він почав займатись важкою атлетикою. Саката служив в армії США під час Другої світової війни. Врешті він виборов срібну медаль у важкій атлетиці для США на літніх Олімпійських іграх 1948 року в Лондоні, піднявши загалом 380 кг у напівважкій вазі. Він також працював професійним реслером під ім'ям Тош Того (за легендом, він був братом Великого Того, та членом родини, як включали у себе каратиста Масутацу Ояму під ім'ям «Мас Того» та дзюдоїста Кокічі Ендо як «Ко Того») з 1949 до 1970-х років, ставши чемпіоном Canadian Tag Team Champion.
Продюсери Гаррі Зальцман та Альберт Брокколі звернули на Сакату через його фізичну форму — при зрості 1,78 м він важив 129 кг, що в поєднанні з його залякуючим поглядом зробило ідеальним вибором на роль Одджоба. Він не мав акторського досвіду, окрім участі у професійному реслінгу, але за сюжетом був німим, тому від Сакати не вимагали особливих акторських навичок. До того, як Саката отримав роль Одджоба, ще один колишній борець, британський актор Мілтон Рід, прослуховувався на цю роль. У 1964 році Рід викликав Саката на змагання з боротьби, щоб визначитись, хто все ж таки отримає роль. Однак, зважаючи на те, що Рід вже грав у фільмі про Бонда «Доктора Ноу» та його персонаж був убитий, продюсери вирішили залишити свій вибір на Сакаті, і поєдинок врешті решт не відбувся.
Загострений круглий капелюх із сталевими полями Одджоба став відомим та самою частою мішенню для пародій серед усіх елементів серіала про Бонда. Під час зйомок сцени смерті Одджоба, Саката отримав сильні опіки руки, але він протримався до того моменту, доки режисер Гай Гамільтона не крикнув «Знято!».
Саката знявся ще в фільмах у ролях подібного плану, та навіть офіційно використовував ім'я «Одджоб». Наприклад у фільмах «Мако: Щелепи смерті» (1976) та «Шаблон:Щаслива повія їде до Вашингтона» (1977) він був вказаний в титрах як Гарольд «Одджоб» Саката.
У ролі Одджоба, Саката з'явився у кількох телевізійних рекламних роликів для сиропу від кашлю Vicks Formula 44 у 1970-х. В рекламі зазвичай показували Одджоба, який страждає від кашлю, та в результаті руйнує усе навколо, лякаючи дружину. Врешті хапає пляшку Vicks Formula 44 та дає Одджобу ложку сиропу, який лікує його кашель. Вони вклоняються один одному, і тоді дружина дивиться повз Одджоба, щоб прибрати всі руйнування, які той скоїв. Також Саката виступив у шоу The Tonight Show з Джоні Карсоном у в якому він пародіював рекламний ролик, знищуючи студію Карсона.
З часом акторські здібності Сакати розвинулись. Він знявся разом з Вільямом Шетнером у фільмі «Імпульс» (1974), в якому він зіграв героя на ім'я Карате Піт.

## Смерть
Гарольд Саката помер від раку печінки через чотири тижні після свого 62-го дня народження, 29 липня 1982 року, в лікарні Св. Френсіса, Гонолулу, Гаваї.

## Досягнення на чемпіонатах з реслінгу
- 50th State Big Time Wrestling
  - Чемпіонат NWA на Гаваях у важкій вазі (1 раз)
  - Командний чемпіонат з NWA на Гаваях (1 раз) — разом із Королем Кертісом Яукеа
- Maple Leaf Wrestling
  - Відкритий командний чемпіонат Канади NWA (1 раз) — з Великим Того
- Mid-Atlantic Championship Wrestling
  - Командний Південний Чемпіонат (середньоатлантична версія) (1 раз) — з Айком Ікінсом
- World Class Championship Wrestling
  - Чемпіонат штату Техас у важкій вазі (1 раз)[6][7]
- NWA Hollywood Wrestling
  - Командний Міжнародний телевізійний чемпіонат NWA (2 рази) — з дикими червоними ягодами (1)[8] та Великим Того (1)
  - Командний чемпіонат світу NWA (версія Лос-Анджелеса) (1 раз) — з «Диким» Ред Беррі
- NWA Mid-America
  - Командний Південнbq чемпіонат NWA (версія для Середньої Америки) (1 раз) — з Джоном Смітом
- Pacific Northwest Wrestling
  - Командний Північно-Західноий чемпіонат NWA (2 рази) — з Тої Ямамото
- World Wrestling Council
  - Чемпіонат WWC Пуерто-Рико у важкій вазі (1 раз)

## Фільмографія
- Голдфінгер (1964) — Одджоб
- Операція «Золото» (1966) — директор музею
- Маки — це також квіти (1966) — Мартін
- Le dix-septième ciel (1966) — в титрах не вказаний
- Вимір 5 (1966) — Великий Будда
- Фінкс (1970) — Саката
- Імпульс (1974) — Карате Піт
- Рестлер (1974) — Одджоб
- Зруйнваний дім (1976) — в титрах не вказаний
- Мако: Щелепи смерті (1976) — Піт
- Бао По (1976)
- Щаслива повія їде до Вашингтона[en] (1977) — Вонг
- Місто рекордів (1978) — Гуччі
- Смертельний вимір (1978) — «Свиня»
- За кокосами (1978) — Іто
- Загроза на мільярд доларів (1979, ТВ-фільм) — чоловік зі Сходу
- Ніндзя завдає удару у відповідь (1982) — Саката
- Сафарі жаху (1982) — Тобачі

Крім того, японський професійний борець Кейдзі Муто грає зіграв Сакату у фільмі «Рікідозан» (2004).